# ソンポルト峠
ソンポルト峠（ソンポルトとうげ、スペイン語: Puerto de Somport）またはソンポール峠（ソンポールとうげ、フランス語: Col du Somport）は、ピレネー山脈中央部にある峠。標高は1,632 mであり、スペインとフランスの国境となっている。アスペ峠（アスペとうげ、スペイン語: Puerto de Aspe）やカンフランク峠（カンフランクとうげ、スペイン語: Puerto de Canfranc）と表記されることもある。名称はラテン語の「Summus portus」に由来する。ピレネー山脈では人気のある峠であり、かつて多数の兵士や商人や巡礼者が往来した。

## 巡礼路
かつてはガリシア地方のサンティアゴ・デ・コンポステーラに向かう巡礼者がもっとも多く通るのがソンポルト峠だった。イバニェタ峠などに出没していたバスク人盗賊が12世紀に鎮圧されたことで、標高1,057 mとソンポルト峠よりも低いイバニェタ峠（ロンスヴォー峠）がソンポルト峠に代わって主要な巡礼路となった。サンティアゴ・デ・コンポステーラの巡礼路の主要な巡礼路のうち、「トゥールの道」、「リモージュの道」、「ル・ピュイの道」はイバニェタ峠を通っており、「トゥールーズの道」はソンポルト峠を通っている。

## 侵入路
5世紀初頭には西ゴート族がソンポルト峠を通ってガリアからイベリア半島に侵入した。8世紀前半にはその逆に、イスラーム教徒がソンポルト峠を通ってイベリア半島からフランク王国に侵入した。16世紀のスペイン・ハプスブルク朝はフランスによる侵攻を恐れ、ソンポルト峠を要塞化した。1808年には半島戦争の最中にナポレオンがソンポルト峠を通ってスペインに侵攻した。1814年にはフランス軍がソンポルト峠を通ってフランスに撤退している。

## 鉄道路・道路
1915年にはソンポルト峠にソンポルト鉄道トンネルが掘られ、1928年にはスペインのカンフランクとフランスのポーを結ぶポー＝カンフランク鉄道が開通した。貨物列車による事故が起こったため、この鉄道路線は1970年3月27日に運行を休止している。2003年2月7日には8.6kmのソンポルト道路トンネルが開通したが、この工事にあたってスペインは1億6000万ユーロを、フランスは9150万ユーロを供出している。

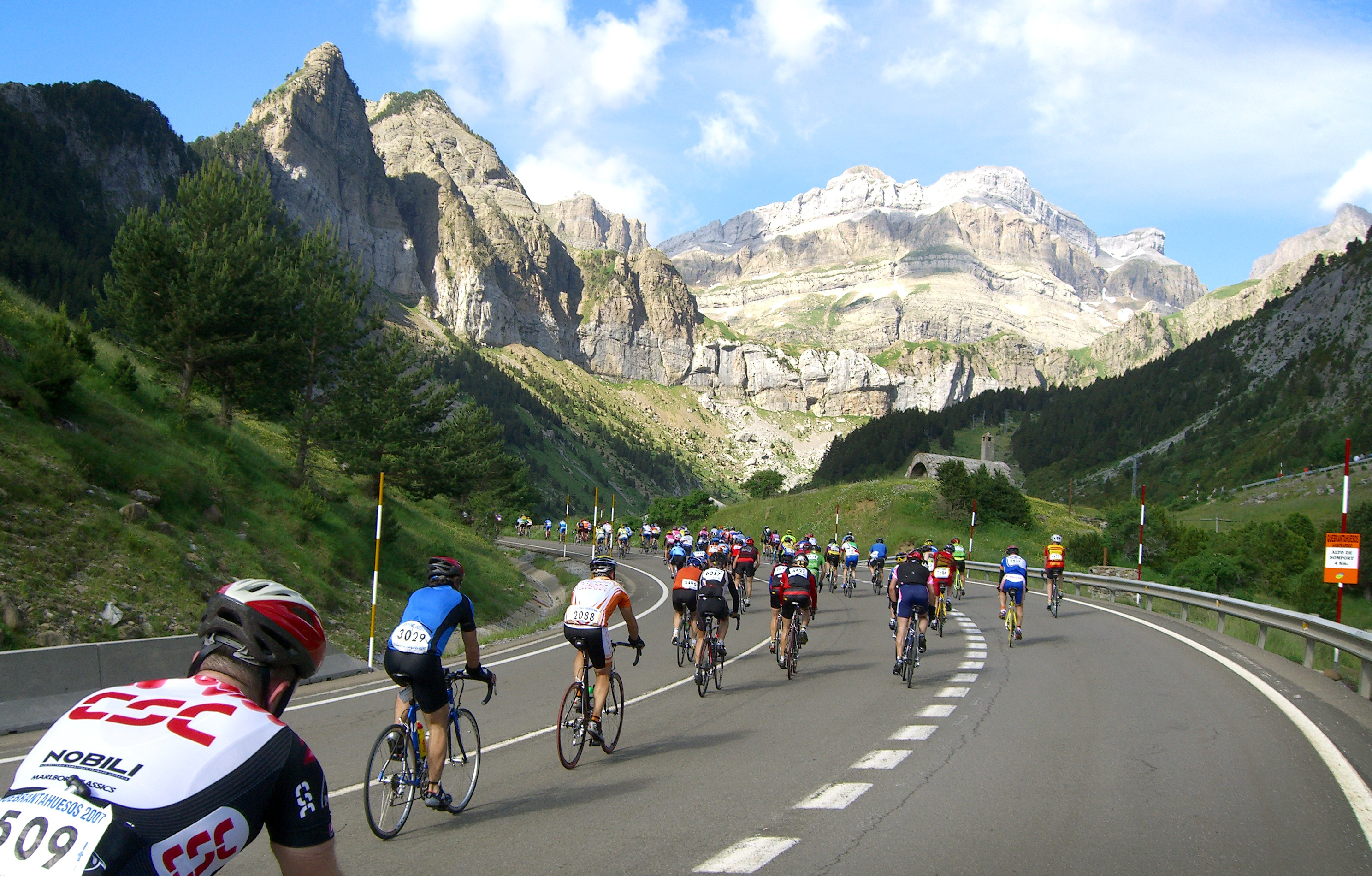
自転車レースでの峠越え
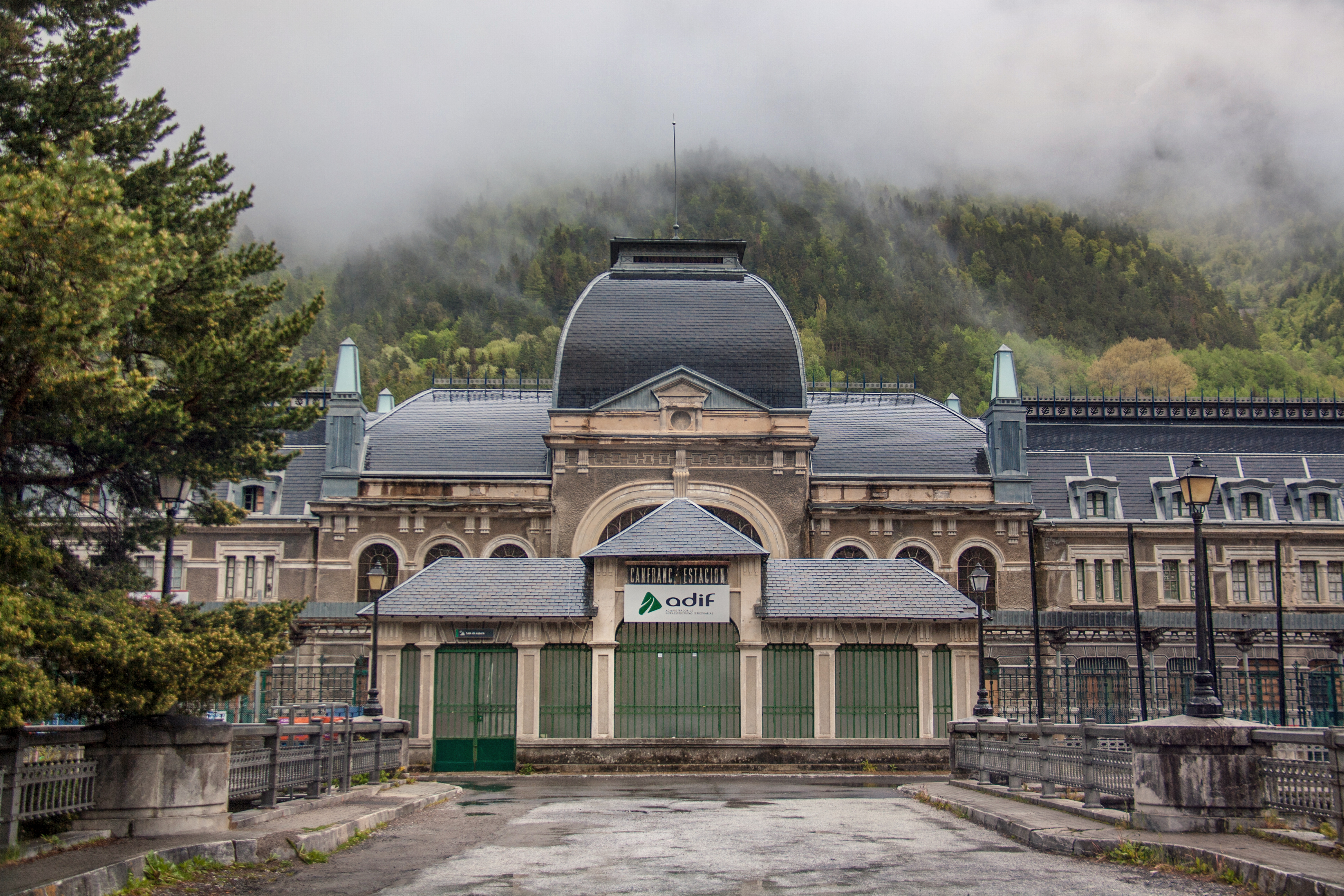
カンフランク鉄道駅
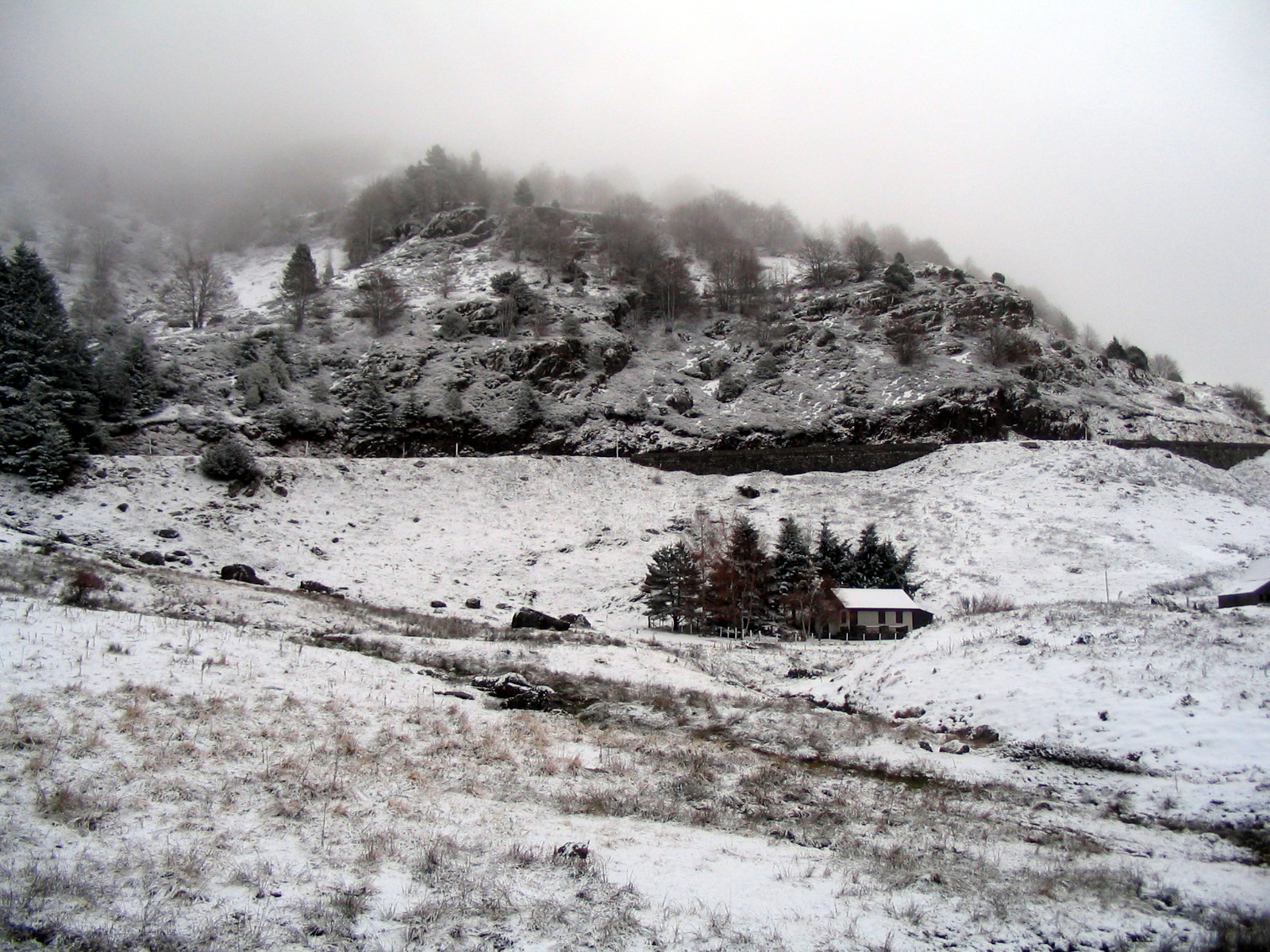
冬季のソンポルト峠